# Adrien Taquet
Pour les articles homonymes, voir Taquet.
Adrien Taquet, né le 3 janvier 1977 dans le 16e arrondissement de Paris, est un homme politique français.
Cofondateur d'En marche, dont il a inventé le nom et le logo, il est élu député dans la 2e circonscription des Hauts-de-Seine en juin 2017, puis est nommé secrétaire d’État auprès de la ministre des Solidarités et de la Santé le 25 janvier 2019, dans le gouvernement Philippe II. Entre le 26 juillet 2020 et le 20 mai 2022, il est secrétaire d'État chargé de l'Enfance et des Familles.

## Études et carrière professionnelle
Après des études secondaires au lycée Florent-Schmitt à Saint-Cloud, durant lesquelles il fréquente le centre de formation du Paris Saint-Germain,, il est diplômé d'un bi-cursus d'études universitaires générales (DEUG) droit/anglais puis d'une maîtrise de droit public et enfin d'un diplôme d'études juridiques appliquées (DJA 2) de l'université Paris-Nanterre (1994 -1999).
En 2003, il est diplômé de Sciences Po Paris (IEP, section service public) mais échoue au concours d'entrée à l'École nationale d'administration (ENA).
En 2003, il obtient un diplôme d'études approfondies (DEA) en sociologie politique et politiques publiques à l'École doctorale de l'IEP Paris, au cours de cette formation il part étudier à l'Université de Georgetown (États-Unis) dans le cadre du Master Program in Public Policy.
En 2004, il rejoint, par l'entremise de Gilles Finchelstein, le groupe Havas en assurant les fonctions de directeur-général d'Euro RSCG 360 à Reims puis à Paris. En 2008, il devient directeur-associé chez Euro RSCG C&O. Et de 2008 à 2012, il assure les fonctions de directeur-associé chez Leg. En 2013, il cofonde, avec Gabriel Gaultier, l'agence de publicité Jésus et Gabriel, dont il prend la direction. En 2017, le jour de son élection en tant que député, il y cesse ses activités.

## Parcours politique

### Débuts
Intéressé très jeune par la vie publique, Adrien Taquet est membre du conseil municipal des jeunes de la commune de Garches[réf. nécessaire]. Au lendemain de la défaite de Lionel Jospin à l'élection présidentielle de 2002, il rejoint les réseaux de Dominique Strauss-Kahn, dont il s'écarte en 2004.
En 2015, il participe aux côtés d'Emmanuel Macron à la création d'En Marche. Il est considéré comme l'inventeur du nom du mouvement et de son logo,. Durant la campagne présidentielle, il intervient sur plusieurs aspects de la communication d'Emmanuel Macron (identité visuelle, recrutement, scénographie des meetings, films). Il est un ami d'Ismaël Emelien, cofondateur du parti qui deviendra conseiller spécial d’Emmanuel Macron au palais de l'Élysée, et qui fut lui-même salarié d’Havas.

### Député de laXVelégislature
Il est investi par La République en marche aux élections législatives de 2017 dans la 2e circonscription des Hauts-de-Seine qu'il remporte en obtenant 47,01 % des voix au 1er tour puis 63,43 % des voix au 2d face à la candidate LR,.
À l'Assemblée nationale, il est particulièrement investi sur les questions liées au handicap et à l'autisme. Il est proche de Sophie Cluzel, secrétaire d’État chargée des Personnes handicapées. Lors de l'adoption de la loi de finances initiale pour 2018, il défend plusieurs dispositions en faveur des personnes handicapées et de leurs proches. Le 16 mai 2018, un amendement du député est adopté afin d'obliger les établissements et services sociaux et médico-sociaux à désigner un référent intégrité physique, pour aider les personnes accueillies à être davantage sensibilisées aux risques de maltraitances et pour qu'elles puissent se faire aider en cas d'agression.
Au printemps 2018, il signe avec Jean-François Serres, du Conseil économique social et environnemental (Cese), le rapport « Plus simple la vie » qui se traduit par l’ouverture de droits à vie pour certaines personnes porteuses de handicap, limitant ainsi les procédures administrations de ces dernières pour justifier de leur état.
En octobre 2018, Adrien Taquet vote contre la discussion d'un texte relatif au statut des accompagnants des élèves handicapés, évalués à 340 000 enfants en 2018, et explique sa position dans l'hémicycle lors d'une question au Gouvernement le 16 octobre 2018 et dans une tribune publiée dans le Journal du dimanche le 13 octobre 2018.
Fin 2018, il assure la direction de la campagne de Stanislas Guerini, élu délégué général de La République en marche[réf. nécessaire].
En 2019, il laisse son poste de député des Hauts de Seine à sa suppléante, Bénédicte Pételle, enseignante de langue française. Laquelle ne recevra pas l'investiture d'Ensemble! en juin 2022[pourquoi ?].
Pour autant, Adrien Taquet annonce en avril 2022 ne pas se représenter aux élections législatives pour« consacrer du temps à sa famille ». En juin 2022, sa circonscription est remportée par la candidate Francesca Pasquini NUPES-EELV dans le cadre d'une triangulaire.

### Secrétaire d’État
Le 25 janvier 2019, il est nommé secrétaire d’État auprès de la ministre des Solidarités et de la Santé, Agnès Buzyn. Il est chargé de faire avancer la défense des droits fondamentaux de l’enfant ; le soutien à la parentalité ; et la lutte contre les maltraitances,. La Croix relève alors que « cette nomination résonne comme un symbole, alors que la Convention internationale de la protection de l'enfant fête cette année ses 30 ans et que des manquements criants sont régulièrement décriés dans le fonctionnement de l’Aide sociale à l'enfance ».
Durant l'été 2019, la Haute Autorité pour la transparence de la vie publique (HATVP) réévalue la valeur du patrimoine immobilier du secrétaire d'État à sa propre initiative.
Le 19 septembre 2019, il participe avec le Président de la République Emmanuel Macron à l'installation de la commission des « 1000 premiers jours de la vie de l'enfant ». Ce comité d'expert travaille avec l'ensemble des acteurs afin de rassembler des connaissances et de formuler des préconisations de politiques publiques ciblées sur les 1000 premiers jours de l'enfant.
Le 14 octobre 2019, il présente la Stratégie nationale de prévention et de protection de l'enfance, qui vise notamment, à travers quatre engagements clefs, à mieux protéger les droits des enfants et à améliorer la prise en charge par l'Aide sociale à l'enfance.
Lyes Louffok, ancien enfant placé et membre du Conseil national de la protection de l'enfance, dénonce une stratégie « éloignée des espoirs qu'avait suscités sa nomination ». Il dénonce, entre autres, un budget insuffisant pour répondre à l'urgence de la situation. La Convention nationale des associations de protection de l'enfant (CNAPE), quant à elle, salue « l'accent porté sur la prévention ».
Le 20 novembre 2019, Adrien Taquet dévoile le plan de lutte contre les violences faites aux enfants du gouvernement à horizon 2019-2022. Parmi les mesures annoncées, le renforcement des moyens du 119, le numéro d'appel pour l'enfance en danger ; la généralisation sur l’ensemble du territoire d’ici 2022 des unités d’accueil médico-judiciaire pédiatriques (UAMJP), qui proposent aux mineurs un accompagnement judiciaire et médical ; la création de cinq nouvelles unités spécialisées dans la prise en charge du psycho-traumatisme ; l’inscription systématique des individus condamnés pour consultation ou détention de contenus pédopornographiques au Fichier judiciaire automatisé des auteurs d’infraction sexuelles ou violentes (Fijaisv) ; et le lancement d'une plateforme téléphonique d'écoute et d'orientation à destination des personnes attirées sexuellement par des enfants.
Le même jour, le Président de la République Emmanuel Macron annonce dans un discours à l'Unesco qu'il donne six mois aux "opérateurs" pour mettre en place « le contrôle parental par défaut » pour l'éviter l'accès des mineurs aux contenus pornographiques. La mesure s'inscrit également dans le plan de lutte contre les violences faites aux enfants du gouvernement.
Adrien Taquet dévoile le 3 février 2020, en compagnie de Sébastien Lecornu, les 30 départements participant à la première vague de contractualisation de la Stratégie nationale de prévention et de protection de l'enfance. Ces départements bénéficient de financements dédiés afin de mettre en œuvre des projets innovants pour la protection de l'enfance.
Il est nommé secrétaire d’État chargé de l'Enfance et des Familles auprès du ministre des Solidarités et de la Santé le 26 juillet 2020.

### Vie privée
Adrien Taquet est en couple avec Anne-Sophie Bradelle. En mars 2020, elle quitte son poste senior partner de chargée du Pôle international de Havas pour celui de conseillère presse sur les questions internationales auprès d'Emmanuel Macron.
Adrien Taquet est père de deux enfants.

## Détail des mandats et fonctions

### Fonctions ministérielles
- Du 26 juillet 2020 au 20 mai 2022 : secrétaire d'État chargé de l'Enfance et des Familles.
- Du 25 janvier 2019 au 6 juillet 2020 : secrétaire d'État auprès du ministre des Solidarités et de la Santé.

### Mandat parlementaire
- 21 juin 2017 – 25 février 2019 : député, élu dans la deuxième circonscription des Hauts-de-Seine.

### Fonction politique
- membre du Conseil de La République en marche.

### Bénévolat
- Depuis juin 2023 : membre du Conseil d'Administration de UNICEF France[réf. nécessaire].

## Publications
- Sur les sentiers de la nature, avec Sophie Prim, Harmon, 1998.
- La politique et moi : jeunes artistes en quête de politique, avec Carole Bachelot, Plon, 2015.
- Faut-il raser le Palais Bourbon, fondation Jean-Jaurès, 2017.
- « La violence sexuelle envers les femmes en situation de handicap est un tabou », La Croix, 2018.
- Les Français et la prison, fondation Jean-Jaurès, 2018.
- « Handicap : un député En Marche répond à la colère de François Ruffin », Le Journal du dimanche, 2018.
- « #Metoo doit aussi libérer la parole des femmes en situation de handicap », Le HuffPost, 2018.
- Rapport sur la simplification du parcours administratif des personnes en situation de handicap, 2018.
- À nos enfants, Plon, 2021.